# Darahanawa (stacja kolejowa)
Darahanawa (biał. Дараганава; ros. Дараганово) – stacja kolejowa w miejscowości Darahanawa, w rejonie osipowickim, w obwodzie mohylewskim, na Białorusi. Położona jest na linii Osipowicze – Baranowicze.
Początkowo nosiła nazwę Raduticzi (ros. Радутичи). Zmiana nazwy na obecną nastąpiła 12 grudnia?/24 grudnia 1896.